# 北大路バスターミナル

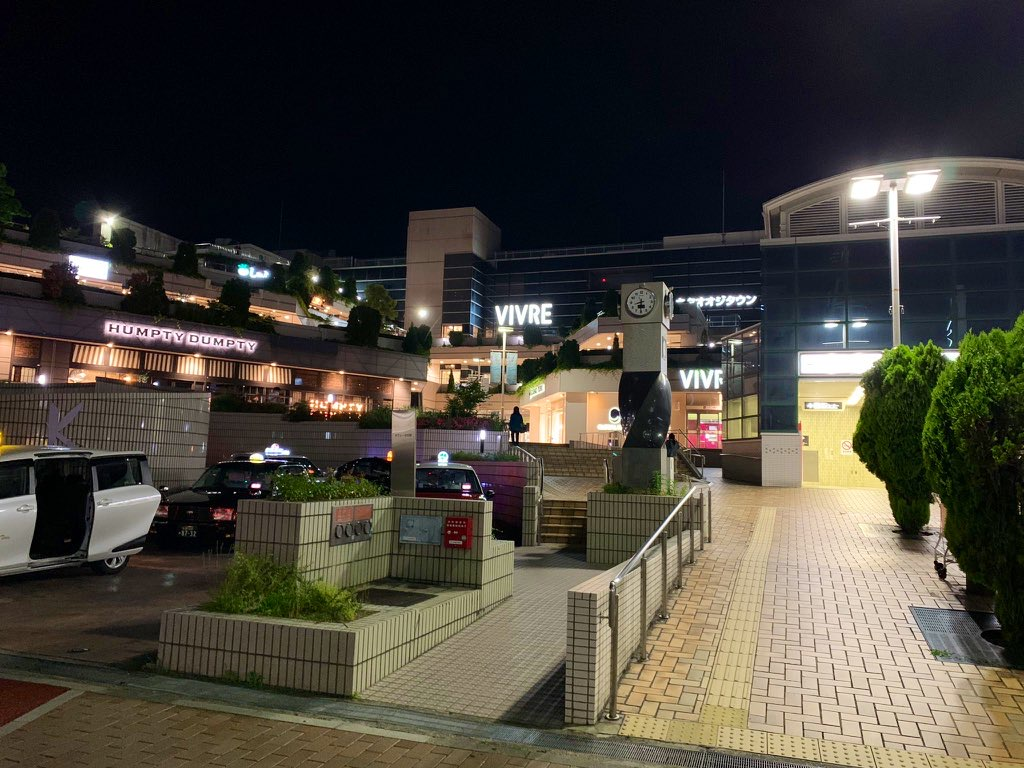
北大路バスターミナル

北大路バスターミナル（きたおおじバスターミナル）は、京都市北区にある京都市営バスのバスターミナル。京都市営地下鉄烏丸線北大路駅に隣接し、京都市営バス烏丸営業所と一体となってキタオオジタウンの地下にある。

## 立地
北大路通と烏丸通の北西角（厳密には一筋西）にあり、京都市電の烏丸車庫の時代から北大路通のランドマークとなっている。そのため、京都では南北と東西の通りの名前を合わせて烏丸北大路と呼ぶべき周辺地域が、この呼び方はほとんど使われず「北大路バスターミナル」あるいは「北大路駅」と呼ばれる。世代によっては今でも「烏丸車庫」が通じる。
路上のバス停留所も、長らく「北大路駅前」であったが、2014年3月に市営バスは「烏丸北大路」に改称された。
地上部は市電の烏丸車庫を経て市営バス烏丸営業所、地下鉄烏丸線北大路駅（竹田延長までは地下鉄車両の検査設備併設）であったが、経営改善のため車庫用地の有効活用を目的として大規模商業施設が建設された。運営は第三セクターのキタオオジタウン、テナントにはイオンモール（旧ビブレ）やコナミスポーツクラブなどが入っている。

## 沿革
- 1981年5月 - 京都市営地下鉄烏丸線開業に合わせ、京都市営バス烏丸営業所敷地内に開設
- 1994年 - 京都市交通局の所有地有効活用を目的としたバス営業所用地再開発によりキタオオジタウンの地下に移転

## 施設
北大路通の北側にあり、バスはスロープを降りて地下2階に進入する。入ってすぐの「バスおりば」は烏丸営業所の系統および当所終点の系統が停車し、降車扱い、乗務員交代、時間調整、場合によっては運転打ち切りなどを行う。九条、西賀茂など烏丸営業所以外の系統で当所が終点でないものはここには停車せず「のりば」に直行する。「おりば」からバスが180度向きを変えた所にある乗り場は、AからDの「赤のりば」と、EからGの「青のりば」がある。相互は地下3階に降りて連絡する。東にある「赤のりば」は北大路通を東へ向かう路線、西にある「青のりば」は西へ向かう路線が停車する。
地下3階は連絡通路、定期券発売所、案内所、京都市証明書発行コーナー、地下鉄連絡通路がある。
烏丸営業所はおりばに隣接して操車室や乗務員控室があり、バスの走行経路でいうと奥、方角では北に車庫があり、一部は地上に設備を有する。

## 路線
すべて京都市営バスの路線と京都バス34・35系統が乗り入れる。過去には岩倉・国際会館方面や御室仁和寺・山越方面、花園・大覚寺方面のバスも発着していた。
長距離バスはこの地域には運行されていない。
| 赤のりば 河原町通・東山通方面 |                    |                      |                                   |
| A                             | ■北3号系統         | 加茂街道・御菌口町   | 京都産大 行                       |
| A                             | 京都バス■北3号系統 | 加茂街道・御菌口町   | 京都産大 行                       |
| A                             | 京都バス■34系統    | 上賀茂神社・京都産大 | 静原・城山 行                     |
| A                             | 京都バス■35系統    | 上賀茂神社・京都産大 | 市原 行                           |
| B                             | ■北8号系統         | 高野                 | 修学院道 方面                     |
| B                             | ■204号系統         | 白川通               | 高野・銀閣寺 方面                 |
| B                             | ■206号系統         | 東山通・祇園         | 清水寺・京都駅 方面               |
| B                             | 京都バス■34系統    | 高野橋東詰           | 出町柳駅 行                       |
| C                             | ■1号系統           | 洛北高校・下鴨神社   | 出町柳駅 方面                     |
| C                             | ■37号系統          | 出雲路橋・河原町通   | 四条河原町・三条京阪 行           |
| C                             | ■205号系統         | 河原町通・下鴨神社   | 四条河原町・京都駅・九条車庫 方面 |
| D                             | おりば専用         | おりば専用           | おりば専用                        |
| 青のりば 千本通・西大路通方面 |                    |                      |                                   |
| E                             | ■102号系統         | 西大路通             | 金閣寺・北野天満宮 方面           |
| E                             | ■205号系統         | 西大路通             | 金閣寺・西大路四条 方面           |
| F                             | ■1号系統           | 佛教大学             | 西賀茂車庫 行                     |
| F                             | ■37号系統          | 堀川通・上賀茂御薗橋 | 西賀茂車庫 行                     |
| F                             | ■特37号系統        | 大宮交通公園         | 西賀茂車庫・柊野 行               |
| F                             | ■M1号系統          | 金閣寺道             | 原谷 行                           |
| F                             | ■北1号系統         | 佛教大学             | 玄琢 方面                         |
| F                             | ■北8号系統         | 佛教大学             | 松ヶ崎駅 方面                     |
| G                             | ■204号系統         | 西大路通             | 金閣寺・西ノ京円町 方面           |
| G                             | ■206号系統         | 千本通・四条大宮     | 水族館・京都駅 方面               |

## 京都バス
1997年に大原行の市営バス北6号系統の移管を受けた京都バスの大原方面系統（小出石線）が乗り入れを開始したが、2002年に国際会館駅発着へ移行する形で廃止された。
北大路通を運行する京都バスの系統は、他にも出町柳駅を起点に市原、広河原などへの路線があるが、北大路通の「北大路駅前」停留所に停車し、当バスターミナルへの乗り入れは行っていない。雲ケ畑へ向かう「雲ケ畑バス もくもく号」も道路上のバス停を発着する。
2019年3月16日のダイヤ改正により、17年ぶりに市原・静原方面の系統のみが乗り入れとなる。

## 周辺
- 関西電力京都北営業所
- 立命館小学校
- 大谷大学
- 賀茂川
- 京都府立植物園 最寄りは「植物園前」バス停
- 京都市北区役所 最寄りは隣の「北大路新町」バス停
- 京都教育大学附属京都小中学校 同上
- 京都府立清明高等学校 同上